# Partyflock
Partyflock is een populaire Nederlandse webgemeenschap voor liefhebbers van alle vormen van house- en dancemuziek ("van urban tot terror"). De site wist sinds haar oprichting binnen drie jaar uit te groeien tot de grootste digitale gemeenschap voor de dance-wereld in Nederland. "We hebben maandelijks 80 miljoen pageviews, ongeveer net zoveel als de site van de Telegraaf," aldus Karian van Gulick (hoofd marketing en de zus van oprichter Thomas) in 2005 in een interview met verslaggever Menno Visser van de VPRO.

## Geschiedenis
Partyflock is opgericht in november 2001 door Thomas van Gulick, toen een student aan de Universiteit Twente. De Universiteit Twente en Studenten Net Twente stimuleerden de site door deze toestemming te geven een grote hoeveelheid bandbreedte te gebruiken, zolang de site geen commercieel karakter had. In maart 2005, na het afstuderen van Thomas van Gulick, verliet Partyflock uiteindelijk het terrein van de universiteit en werd een zelfstandige, onafhankelijke site. Qua rol in een jeugd-subcultuur valt Partyflock te vergelijken met websites als Tweakers.net en Slashdot.org, die binnen de jeugd-subcultuur gerelateerd aan de informatica een belangrijke rol spelen.
Partyflock was tot begin 2005 geheel het resultaat van vrijwilligerswerk, inclusief moderatoren en vaste fotografen. In dat jaar trokken zo'n 65 vrijwilligers de kar. Het serverpark werd bijvoorbeeld betaald door middel van vrijwillige donaties.
Februari 2008 telt Partyflock 403.754 actieve gebruikers en trekt regelmatig meer dan anderhalf miljoen unieke bezoekers per maand en genereert daarmee rond de 500 miljoen pageviews per maand. Ter gelegenheid van het vijfjarig bestaan organiseerde Partyflock op 24 februari 2007 een groot indoor dancefestival in het GelreDome te Arnhem, genaamd "Flockers". Voor dit feest werd voor het eerst in Nederland een compleet stadion in twee delen gesplitst.
Belangrijke elementen van de site zijn een agenda- en nieuwssectie, een fotosectie met foto's van house/danceparty's en een forum waarin allerlei onderwerpen aan bod komen die betrekking hebben op de levensstijl van de liefhebbers van deze muziek, zoals besprekingen van parties, discotheken en cd's, maar daarnaast ook zaken als actualiteiten, sport en gezondheid, alsmede een Engelstalig forum.
Belangrijke onderdelen van de website zijn de nieuwssectie, een kalender met feestdata van meer dan 23.500 artiesten, 4.525 locaties en 2.200 organisaties; een fotosectie met meer dan 400.000 feestfoto's, en een interactief forum waarop allerlei onderwerpen worden besproken die van belang zijn voor de leden van Partyflock. Onderwerpen zijn muziek, nieuwe releases, feesten, artiesten en clubs, maar ook sport, gezondheid, relaties en actualiteit. Partyflock heeft ook een sub-forum waar Engelstalige leden kunnen posten. 
In 2017 werd de website bijgewerkt om de gebruiksvriendelijkheid te verbeteren. De zoekfunctie werd verbeterd en het ontwerp van de website werd vernieuwd. Hetzelfde jaar Partyflock overgenomen door Appic.